# Volta à Eslovénia de 2021
A 27.ª edição do Volta à Eslovénia foi uma corrida de ciclismo de estrada por etapas que se celebrou entre a 9 e a 13 de junho de 2021 em Eslovénia, com início na cidade de Ptuj e final na cidade de Novo Mesto sobre um percurso de 803,7 km.
A prova fez parte do UCI ProSeries de 2021 dentro da categoria 2.pro e foi vencida pelo esloveno Tadej Pogačar do UAE Emirates seguido dos italianos Diego Ulissi, colega de equipa do vencedor, e Matteo Sobrero do Astana-Premier Tech.

## Equipas participantes
Tomaram parte na corrida 28 equipas dos quais 4 são de de categoria UCI WorldTeam, 8 de categoria UCI ProTeam, 7 de categoria Continental e a selecção nacional da Eslovénia, quem formaram um pelotão de 139 ciclistas dos que terminaram 117. As equipas participantes foram:
| Equipes WorldTeam (4)- Astana-Premier Tech - Bahrain Victorious - Team BikeExchange - UAE Team Emirates Equipes ProTeam (8)- Androni Giocattoli-Sidermec - Bardiani CSF Faizanè - Bingoal Pauwels Sauces WB - Caja Rural-Seguros RGA - Euskaltel-Euskadi - Gazprom-RusVelo - Equipo Kern Pharma - Uno-X Pro Cycling Team Equipes Continentais (7)- Adria Mobil - Canyon dhb SunGod - ColoQuick - Dukla Banská Bystrica - Ljubljana Gusto Santic - HRE Mazowsze Serce Polski - Ribble Weldtite Pro Cycling Equipe nacional- Eslovénia |
| |

## Etapas
| Etapa | Data    | Percurso                 | type            | Distância (km) | Vencedor       | Líder geral   |
| ----- | ------- | ------------------------ | --------------- | -------------- | -------------- | ------------- |
| 1     | 9 jun.  | Ptuj – Rogaska Slatina   | etapa plana     | 151,5          | Phil Bauhaus   | Phil Bauhaus  |
| 2     | 10 jun. | Žalec – Celje            | etapa escarpada | 147            | Tadej Pogačar  | Tadej Pogačar |
| 3     | 11 jun. | Brežice – Krško          | etapa escarpada | 165,8          | Jon Aberasturi | Tadej Pogačar |
| 4     | 12 jun. | Ajdovščina – Nova Gorica | alta montanha   | 164,1          | Diego Ulissi   | Tadej Pogačar |
| 5     | 13 jun. | Liubliana – Novo Mesto   | etapa plana     | 175,3          | Phil Bauhaus   | Tadej Pogačar |

## Desenvolvimento da corrida

### 1.ª etapa
| Ptuj - Rogaska Slatina | etapa plana | (151,5 km) |

| \| Classificação por etapas \| Classificação por etapas \| Classificação por etapas \| Classificação por etapas \| Classificação por etapas \| \| Ciclista \| Ciclista \| Equipe \| Tempo \| \| \| ------------------------ \| ------------------------ \| --------------------------- \| ------------------------ \| ------------------------ \| \| 1. \| Phil Bauhaus \| Bahrain Victorious \| 3h33m45s \| \| \| 2. \| Jon Aberasturi \| Caja Rural-Seguros RGA \| + 0s \| \| \| 3. \| Rui Oliveira \| UAE Team Emirates \| + 0s \| \| \| 4. \| Stanislaw Aniolkowski \| Bingoal Pauwels Sauces WB \| + 0s \| \| \| 5. \| Matteo Malucelli \| Androni Giocattoli-Sidermec \| + 0s \| \| \| 6. \| Alexander Edmondson \| BikeExchange \| + 0s \| \| \| 7. \| Alan Banaszek \| HRE Mazowsze Serce Polski \| + 0s \| \| \| 8. \| Ryan Christensen \| Canyon dhb SunGod \| + 0s \| \| \| 9. \| Matthew Bostock \| Canyon dhb SunGod \| + 0s \| \| \| 10. \| Mikel Alonso Flores \| Euskaltel-Euskadi \| + 0s \| \| |                       |                             |          |
| |                       |                             |          |
| Fonte: ProCyclingStats |                       |                             |          |
| Classificação por etapas |                       |                             |          |
| Ciclista | Ciclista              | Equipe                      | Tempo    |
| 1. | Phil Bauhaus          | Bahrain Victorious          | 3h33m45s |
| 2. | Jon Aberasturi        | Caja Rural-Seguros RGA      | + 0s     |
| 3. | Rui Oliveira          | UAE Team Emirates           | + 0s     |
| 4. | Stanislaw Aniolkowski | Bingoal Pauwels Sauces WB   | + 0s     |
| 5. | Matteo Malucelli      | Androni Giocattoli-Sidermec | + 0s     |
| 6. | Alexander Edmondson   | BikeExchange                | + 0s     |
| 7. | Alan Banaszek         | HRE Mazowsze Serce Polski   | + 0s     |
| 8. | Ryan Christensen      | Canyon dhb SunGod           | + 0s     |
| 9. | Matthew Bostock       | Canyon dhb SunGod           | + 0s     |
| 10. | Mikel Alonso Flores   | Euskaltel-Euskadi           | + 0s     |

| \| Classificação geral \| Classificação geral \| Classificação geral \| Classificação geral \| Classificação geral \| \| Ciclista \| Ciclista \| Equipe \| Tempo \| \| \| ------------------- \| ----------------------- \| --------------------------- \| ------------------- \| ------------------- \| \| 1. \| Phil Bauhaus \| Bahrain Victorious \| 3h33m35s \| \| \| 2. \| Jon Aberasturi \| Caja Rural-Seguros RGA \| + 4s \| \| \| 3. \| Rui Oliveira \| UAE Team Emirates \| + 6s \| \| \| 4. \| Daniel Hoelgaard \| Uno-X Pro Cycling Team \| + 7s \| \| \| 5. \| Jonas Iversby Hvideberg \| Uno-X Pro Cycling Team \| + 7s \| \| \| 6. \| Matthew Bostock \| Canyon dhb SunGod \| + 8s \| \| \| 7. \| Diego Ulissi \| UAE Team Emirates \| + 9s \| \| \| 8. \| Stanislaw Aniolkowski \| Bingoal Pauwels Sauces WB \| + 10s \| \| \| 9. \| Matteo Malucelli \| Androni Giocattoli-Sidermec \| + 10s \| \| \| 10. \| Alexander Edmondson \| BikeExchange \| + 10s \| \| |                         |                             |          |
| |                         |                             |          |
| Fonte: ProCyclingStats |                         |                             |          |
| Classificação geral |                         |                             |          |
| Ciclista | Ciclista                | Equipe                      | Tempo    |
| 1. | Phil Bauhaus            | Bahrain Victorious          | 3h33m35s |
| 2. | Jon Aberasturi          | Caja Rural-Seguros RGA      | + 4s     |
| 3. | Rui Oliveira            | UAE Team Emirates           | + 6s     |
| 4. | Daniel Hoelgaard        | Uno-X Pro Cycling Team      | + 7s     |
| 5. | Jonas Iversby Hvideberg | Uno-X Pro Cycling Team      | + 7s     |
| 6. | Matthew Bostock         | Canyon dhb SunGod           | + 8s     |
| 7. | Diego Ulissi            | UAE Team Emirates           | + 9s     |
| 8. | Stanislaw Aniolkowski   | Bingoal Pauwels Sauces WB   | + 10s    |
| 9. | Matteo Malucelli        | Androni Giocattoli-Sidermec | + 10s    |
| 10. | Alexander Edmondson     | BikeExchange                | + 10s    |

### 2.ª etapa
| Žalec - Celje | etapa escarpada | (147 km) |

| \| Classificação por etapas \| Classificação por etapas \| Classificação por etapas \| Classificação por etapas \| Classificação por etapas \| \| Ciclista \| Ciclista \| Equipe \| Tempo \| \| \| ------------------------ \| ------------------------ \| --------------------------- \| ------------------------ \| ------------------------ \| \| 1. \| Tadej Pogačar \| UAE Team Emirates \| 3h32m00s \| \| \| 2. \| Matej Mohorič \| Bahrain Victorious \| + 1m22s \| \| \| 3. \| Diego Ulissi \| UAE Team Emirates \| + 1m22s \| \| \| 4. \| Matteo Sobrero \| Astana-Premier Tech \| + 1m22s \| \| \| 5. \| Tanel Kangert \| BikeExchange \| + 1m25s \| \| \| 6. \| James Shaw \| Ribble Weldtite Pro Cycling \| + 1m25s \| \| \| 7. \| Rafał Majka \| UAE Team Emirates \| + 1m25s \| \| \| 8. \| Giovanni Carboni \| Bardiani CSF Faizanè \| + 1m25s \| \| \| 9. \| Jonathan Lastra \| Caja Rural-Seguros RGA \| + 1m25s \| \| \| 10. \| Jan Polanc \| UAE Team Emirates \| + 1m30s \| \| |                  |                             |          |
| |                  |                             |          |
| Fonte: ProCyclingStats |                  |                             |          |
| Classificação por etapas |                  |                             |          |
| Ciclista | Ciclista         | Equipe                      | Tempo    |
| 1. | Tadej Pogačar    | UAE Team Emirates           | 3h32m00s |
| 2. | Matej Mohorič    | Bahrain Victorious          | + 1m22s  |
| 3. | Diego Ulissi     | UAE Team Emirates           | + 1m22s  |
| 4. | Matteo Sobrero   | Astana-Premier Tech         | + 1m22s  |
| 5. | Tanel Kangert    | BikeExchange                | + 1m25s  |
| 6. | James Shaw       | Ribble Weldtite Pro Cycling | + 1m25s  |
| 7. | Rafał Majka      | UAE Team Emirates           | + 1m25s  |
| 8. | Giovanni Carboni | Bardiani CSF Faizanè        | + 1m25s  |
| 9. | Jonathan Lastra  | Caja Rural-Seguros RGA      | + 1m25s  |
| 10. | Jan Polanc       | UAE Team Emirates           | + 1m30s  |

| \| Classificação geral \| Classificação geral \| Classificação geral \| Classificação geral \| Classificação geral \| \| Ciclista \| Ciclista \| Equipe \| Tempo \| \| \| ------------------- \| ------------------- \| --------------------------- \| ------------------- \| ------------------- \| \| 1. \| Tadej Pogačar \| UAE Team Emirates \| 7h05m37s \| \| \| 2. \| Matej Mohorič \| Bahrain Victorious \| + 1m24s \| \| \| 3. \| Diego Ulissi \| UAE Team Emirates \| + 1m28s \| \| \| 4. \| Matteo Sobrero \| Astana-Premier Tech \| + 1m33s \| \| \| 5. \| Giovanni Carboni \| Bardiani CSF Faizanè \| + 1m36s \| \| \| 6. \| Jonathan Lastra \| Caja Rural-Seguros RGA \| + 1m36s \| \| \| 7. \| James Shaw \| Ribble Weldtite Pro Cycling \| + 1m36s \| \| \| 8. \| Rafał Majka \| UAE Team Emirates \| + 1m36s \| \| \| 9. \| Tanel Kangert \| BikeExchange \| + 1m36s \| \| \| 10. \| Jan Polanc \| UAE Team Emirates \| + 1m41s \| \| |                  |                             |          |
| |                  |                             |          |
| Fonte: ProCyclingStats |                  |                             |          |
| Classificação geral |                  |                             |          |
| Ciclista | Ciclista         | Equipe                      | Tempo    |
| 1. | Tadej Pogačar    | UAE Team Emirates           | 7h05m37s |
| 2. | Matej Mohorič    | Bahrain Victorious          | + 1m24s  |
| 3. | Diego Ulissi     | UAE Team Emirates           | + 1m28s  |
| 4. | Matteo Sobrero   | Astana-Premier Tech         | + 1m33s  |
| 5. | Giovanni Carboni | Bardiani CSF Faizanè        | + 1m36s  |
| 6. | Jonathan Lastra  | Caja Rural-Seguros RGA      | + 1m36s  |
| 7. | James Shaw       | Ribble Weldtite Pro Cycling | + 1m36s  |
| 8. | Rafał Majka      | UAE Team Emirates           | + 1m36s  |
| 9. | Tanel Kangert    | BikeExchange                | + 1m36s  |
| 10. | Jan Polanc       | UAE Team Emirates           | + 1m41s  |

### 3.ª etapa
| Brežice - Krško | etapa escarpada | (165,8 km) |

| \| Classificação por etapas \| Classificação por etapas \| Classificação por etapas \| Classificação por etapas \| Classificação por etapas \| \| Ciclista \| Ciclista \| Equipe \| Tempo \| \| \| ------------------------ \| ------------------------ \| --------------------------- \| ------------------------ \| ------------------------ \| \| 1. \| Jon Aberasturi \| Caja Rural-Seguros RGA \| 3h50m26s \| \| \| 2. \| Matej Mohorič \| Bahrain Victorious \| + 0s \| \| \| 3. \| Matteo Trentin \| UAE Team Emirates \| + 0s \| \| \| 4. \| Rémy Mertz \| Bingoal Pauwels Sauces WB \| + 0s \| \| \| 5. \| Jeppe Aaskov Pallesen \| ColoQuick \| + 0s \| \| \| 6. \| James Shaw \| Ribble Weldtite Pro Cycling \| + 0s \| \| \| 7. \| Daniel Muñoz \| Androni Giocattoli-Sidermec \| + 0s \| \| \| 8. \| Giovanni Carboni \| Bardiani CSF Faizanè \| + 0s \| \| \| 9. \| Dmitry Strakhov \| Gazprom-RusVelo \| + 0s \| \| \| 10. \| Javier Romo \| Astana-Premier Tech \| + 0s \| \| |                       |                             |          |
| |                       |                             |          |
| Fonte: ProCyclingStats |                       |                             |          |
| Classificação por etapas |                       |                             |          |
| Ciclista | Ciclista              | Equipe                      | Tempo    |
| 1. | Jon Aberasturi        | Caja Rural-Seguros RGA      | 3h50m26s |
| 2. | Matej Mohorič         | Bahrain Victorious          | + 0s     |
| 3. | Matteo Trentin        | UAE Team Emirates           | + 0s     |
| 4. | Rémy Mertz            | Bingoal Pauwels Sauces WB   | + 0s     |
| 5. | Jeppe Aaskov Pallesen | ColoQuick                   | + 0s     |
| 6. | James Shaw            | Ribble Weldtite Pro Cycling | + 0s     |
| 7. | Daniel Muñoz          | Androni Giocattoli-Sidermec | + 0s     |
| 8. | Giovanni Carboni      | Bardiani CSF Faizanè        | + 0s     |
| 9. | Dmitry Strakhov       | Gazprom-RusVelo             | + 0s     |
| 10. | Javier Romo           | Astana-Premier Tech         | + 0s     |

| \| Classificação geral \| Classificação geral \| Classificação geral \| Classificação geral \| Classificação geral \| \| Ciclista \| Ciclista \| Equipe \| Tempo \| \| \| ------------------- \| ------------------- \| --------------------------- \| ------------------- \| ------------------- \| \| 1. \| Tadej Pogačar \| UAE Team Emirates \| 10h56m03s \| \| \| 2. \| Matej Mohorič \| Bahrain Victorious \| + 1m15s \| \| \| 3. \| Diego Ulissi \| UAE Team Emirates \| + 1m26s \| \| \| 4. \| Matteo Sobrero \| Astana-Premier Tech \| + 1m33s \| \| \| 5. \| James Shaw \| Ribble Weldtite Pro Cycling \| + 1m36s \| \| \| 6. \| Giovanni Carboni \| Bardiani CSF Faizanè \| + 1m36s \| \| \| 7. \| Jonathan Lastra \| Caja Rural-Seguros RGA \| + 1m36s \| \| \| 8. \| Rafał Majka \| UAE Team Emirates \| + 1m36s \| \| \| 9. \| Tanel Kangert \| BikeExchange \| + 1m36s \| \| \| 10. \| Jan Polanc \| UAE Team Emirates \| + 1m41s \| \| |                  |                             |           |
| |                  |                             |           |
| Fonte: ProCyclingStats |                  |                             |           |
| Classificação geral |                  |                             |           |
| Ciclista | Ciclista         | Equipe                      | Tempo     |
| 1. | Tadej Pogačar    | UAE Team Emirates           | 10h56m03s |
| 2. | Matej Mohorič    | Bahrain Victorious          | + 1m15s   |
| 3. | Diego Ulissi     | UAE Team Emirates           | + 1m26s   |
| 4. | Matteo Sobrero   | Astana-Premier Tech         | + 1m33s   |
| 5. | James Shaw       | Ribble Weldtite Pro Cycling | + 1m36s   |
| 6. | Giovanni Carboni | Bardiani CSF Faizanè        | + 1m36s   |
| 7. | Jonathan Lastra  | Caja Rural-Seguros RGA      | + 1m36s   |
| 8. | Rafał Majka      | UAE Team Emirates           | + 1m36s   |
| 9. | Tanel Kangert    | BikeExchange                | + 1m36s   |
| 10. | Jan Polanc       | UAE Team Emirates           | + 1m41s   |

### 4.ª etapa
| Ajdovščina - Nova Gorica | alta montanha | (164,1 km) |

| \| Classificação por etapas \| Classificação por etapas \| Classificação por etapas \| Classificação por etapas \| Classificação por etapas \| \| Ciclista \| Ciclista \| Equipe \| Tempo \| \| \| ------------------------ \| ------------------------ \| --------------------------- \| ------------------------ \| ------------------------ \| \| 1. \| Diego Ulissi \| UAE Team Emirates \| 4h15m28s \| \| \| 2. \| Tadej Pogačar \| UAE Team Emirates \| + 1s \| \| \| 3. \| Matteo Sobrero \| Astana-Premier Tech \| + 1s \| \| \| 4. \| Rafał Majka \| UAE Team Emirates \| + 27s \| \| \| 5. \| James Shaw \| Ribble Weldtite Pro Cycling \| + 48s \| \| \| 6. \| Tanel Kangert \| BikeExchange \| + 53s \| \| \| 7. \| Giovanni Carboni \| Bardiani CSF Faizanè \| + 1m05s \| \| \| 8. \| Matej Mohorič \| Bahrain Victorious \| + 1m19s \| \| \| 9. \| Javier Romo \| Astana-Premier Tech \| + 1m28s \| \| \| 10. \| Jan Polanc \| UAE Team Emirates \| + 1m35s \| \| |                  |                             |          |
| |                  |                             |          |
| Fonte: ProCyclingStats |                  |                             |          |
| Classificação por etapas |                  |                             |          |
| Ciclista | Ciclista         | Equipe                      | Tempo    |
| 1. | Diego Ulissi     | UAE Team Emirates           | 4h15m28s |
| 2. | Tadej Pogačar    | UAE Team Emirates           | + 1s     |
| 3. | Matteo Sobrero   | Astana-Premier Tech         | + 1s     |
| 4. | Rafał Majka      | UAE Team Emirates           | + 27s    |
| 5. | James Shaw       | Ribble Weldtite Pro Cycling | + 48s    |
| 6. | Tanel Kangert    | BikeExchange                | + 53s    |
| 7. | Giovanni Carboni | Bardiani CSF Faizanè        | + 1m05s  |
| 8. | Matej Mohorič    | Bahrain Victorious          | + 1m19s  |
| 9. | Javier Romo      | Astana-Premier Tech         | + 1m28s  |
| 10. | Jan Polanc       | UAE Team Emirates           | + 1m35s  |

| \| Classificação geral \| Classificação geral \| Classificação geral \| Classificação geral \| Classificação geral \| \| Ciclista \| Ciclista \| Equipe \| Tempo \| \| \| ------------------- \| ------------------- \| --------------------------- \| ------------------- \| ------------------- \| \| 1. \| Tadej Pogačar \| UAE Team Emirates \| 15h11m26s \| \| \| 2. \| Diego Ulissi \| UAE Team Emirates \| + 1m21s \| \| \| 3. \| Matteo Sobrero \| Astana-Premier Tech \| + 1m35s \| \| \| 4. \| Rafał Majka \| UAE Team Emirates \| + 2m08s \| \| \| 5. \| James Shaw \| Ribble Weldtite Pro Cycling \| + 2m29s \| \| \| 6. \| Tanel Kangert \| BikeExchange \| + 2m34s \| \| \| 7. \| Matej Mohorič \| Bahrain Victorious \| + 2m39s \| \| \| 8. \| Giovanni Carboni \| Bardiani CSF Faizanè \| + 2m46s \| \| \| 9. \| Jan Polanc \| UAE Team Emirates \| + 3m21s \| \| \| 10. \| Jonathan Lastra \| Caja Rural-Seguros RGA \| + 4m45s \| \| |                  |                             |           |
| |                  |                             |           |
| Fonte: ProCyclingStats |                  |                             |           |
| Classificação geral |                  |                             |           |
| Ciclista | Ciclista         | Equipe                      | Tempo     |
| 1. | Tadej Pogačar    | UAE Team Emirates           | 15h11m26s |
| 2. | Diego Ulissi     | UAE Team Emirates           | + 1m21s   |
| 3. | Matteo Sobrero   | Astana-Premier Tech         | + 1m35s   |
| 4. | Rafał Majka      | UAE Team Emirates           | + 2m08s   |
| 5. | James Shaw       | Ribble Weldtite Pro Cycling | + 2m29s   |
| 6. | Tanel Kangert    | BikeExchange                | + 2m34s   |
| 7. | Matej Mohorič    | Bahrain Victorious          | + 2m39s   |
| 8. | Giovanni Carboni | Bardiani CSF Faizanè        | + 2m46s   |
| 9. | Jan Polanc       | UAE Team Emirates           | + 3m21s   |
| 10. | Jonathan Lastra  | Caja Rural-Seguros RGA      | + 4m45s   |

### 5.ª etapa
| Liubliana - Novo Mesto | etapa plana | (175,3 km) |

| \| Classificação por etapas \| Classificação por etapas \| Classificação por etapas \| Classificação por etapas \| Classificação por etapas \| \| Ciclista \| Ciclista \| Equipe \| Tempo \| \| \| ------------------------ \| ------------------------ \| --------------------------- \| ------------------------ \| ------------------------ \| \| 1. \| Phil Bauhaus \| Bahrain Victorious \| 4h12m05s \| \| \| 2. \| Alexander Edmondson \| BikeExchange \| + 0s \| \| \| 3. \| Heinrich Haussler \| Bahrain Victorious \| + 0s \| \| \| 4. \| Matteo Trentin \| UAE Team Emirates \| + 0s \| \| \| 5. \| Jon Aberasturi \| Caja Rural-Seguros RGA \| + 0s \| \| \| 6. \| Enrique Sanz \| Equipo Kern Pharma \| + 0s \| \| \| 7. \| Matthew Gibson \| Ribble Weldtite Pro Cycling \| + 0s \| \| \| 8. \| Rui Oliveira \| UAE Team Emirates \| + 0s \| \| \| 9. \| Alan Banaszek \| HRE Mazowsze Serce Polski \| + 0s \| \| \| 10. \| Matteo Sobrero \| Astana-Premier Tech \| + 0s \| \| |                     |                             |          |
| |                     |                             |          |
| Fonte: ProCyclingStats |                     |                             |          |
| Classificação por etapas |                     |                             |          |
| Ciclista | Ciclista            | Equipe                      | Tempo    |
| 1. | Phil Bauhaus        | Bahrain Victorious          | 4h12m05s |
| 2. | Alexander Edmondson | BikeExchange                | + 0s     |
| 3. | Heinrich Haussler   | Bahrain Victorious          | + 0s     |
| 4. | Matteo Trentin      | UAE Team Emirates           | + 0s     |
| 5. | Jon Aberasturi      | Caja Rural-Seguros RGA      | + 0s     |
| 6. | Enrique Sanz        | Equipo Kern Pharma          | + 0s     |
| 7. | Matthew Gibson      | Ribble Weldtite Pro Cycling | + 0s     |
| 8. | Rui Oliveira        | UAE Team Emirates           | + 0s     |
| 9. | Alan Banaszek       | HRE Mazowsze Serce Polski   | + 0s     |
| 10. | Matteo Sobrero      | Astana-Premier Tech         | + 0s     |

## Classificações finais
As classificações finalizaram da seguinte forma:

### Classificação geral
| \| Classificação geral \| Classificação geral \| Classificação geral \| Classificação geral \| Classificação geral \| \| Ciclista \| Ciclista \| Equipe \| Tempo \| \| \| ------------------- \| ------------------- \| --------------------------- \| ------------------- \| ------------------- \| \| 1. \| Tadej Pogačar \| UAE Team Emirates \| 19h23m31s \| \| \| 2. \| Diego Ulissi \| UAE Team Emirates \| + 1m21s \| \| \| 3. \| Matteo Sobrero \| Astana-Premier Tech \| + 1m35s \| \| \| 4. \| Rafał Majka \| UAE Team Emirates \| + 2m08s \| \| \| 5. \| James Shaw \| Ribble Weldtite Pro Cycling \| + 2m29s \| \| \| 6. \| Tanel Kangert \| BikeExchange \| + 2m34s \| \| \| 7. \| Matej Mohorič \| Bahrain Victorious \| + 2m39s \| \| \| 8. \| Giovanni Carboni \| Bardiani CSF Faizanè \| + 2m46s \| \| \| 9. \| Jan Polanc \| UAE Team Emirates \| + 3m21s \| \| \| 10. \| Jonathan Lastra \| Caja Rural-Seguros RGA \| + 4m45s \| \| |                  |                             |           |
| |                  |                             |           |
| Fonte: ProCyclingStats |                  |                             |           |
| Classificação geral |                  |                             |           |
| Ciclista | Ciclista         | Equipe                      | Tempo     |
| 1. | Tadej Pogačar    | UAE Team Emirates           | 19h23m31s |
| 2. | Diego Ulissi     | UAE Team Emirates           | + 1m21s   |
| 3. | Matteo Sobrero   | Astana-Premier Tech         | + 1m35s   |
| 4. | Rafał Majka      | UAE Team Emirates           | + 2m08s   |
| 5. | James Shaw       | Ribble Weldtite Pro Cycling | + 2m29s   |
| 6. | Tanel Kangert    | BikeExchange                | + 2m34s   |
| 7. | Matej Mohorič    | Bahrain Victorious          | + 2m39s   |
| 8. | Giovanni Carboni | Bardiani CSF Faizanè        | + 2m46s   |
| 9. | Jan Polanc       | UAE Team Emirates           | + 3m21s   |
| 10. | Jonathan Lastra  | Caja Rural-Seguros RGA      | + 4m45s   |

### Classificação da montanha
| Classificação da montanha | Classificação da montanha | Classificação da montanha   | Classificação da montanha | Classificação da montanha |
| Ciclista                  | Ciclista                  | Equipe                      | Pontos                    |                           |
| ------------------------- | ------------------------- | --------------------------- | ------------------------- | ------------------------- |
| 1.                        | Tadej Pogačar             | UAE Team Emirates           | 16 pts                    |                           |
| 2.                        | Rafał Majka               | UAE Team Emirates           | 13 pts                    |                           |
| 3.                        | Diego Ulissi              | UAE Team Emirates           | 12 pts                    |                           |
| 4.                        | Adam Stachowiak           | HRE Mazowsze Serce Polski   | 11 pts                    |                           |
| 5.                        | Matteo Sobrero            | Astana-Premier Tech         | 10 pts                    |                           |
| 6.                        | Kenny Molly               | Bingoal Pauwels Sauces WB   | 9 pts                     |                           |
| 7.                        | Robert Scott              | Canyon dhb SunGod           | 7 pts                     |                           |
| 8.                        | Jan Polanc                | UAE Team Emirates           | 6 pts                     |                           |
| 9.                        | Jacob Scott               | Canyon dhb SunGod           | 5 pts                     |                           |
| 10.                       | Josip Rumac               | Androni Giocattoli-Sidermec | 5 pts                     |                           |

### Classificação por pontos
| Classificação por pontos | Classificação por pontos | Classificação por pontos    | Classificação por pontos | Classificação por pontos |
| Ciclista                 | Ciclista                 | Equipe                      | Pontos                   |                          |
| ------------------------ | ------------------------ | --------------------------- | ------------------------ | ------------------------ |
| 1.                       | Matej Mohorič            | Bahrain Victorious          | 58 pts                   |                          |
| 2.                       | Jon Aberasturi           | Caja Rural-Seguros RGA      | 57 pts                   |                          |
| 3.                       | Phil Bauhaus             | Bahrain Victorious          | 53 pts                   |                          |
| 4.                       | Tadej Pogačar            | UAE Team Emirates           | 46 pts                   |                          |
| 5.                       | Diego Ulissi             | UAE Team Emirates           | 45 pts                   |                          |
| 6.                       | Matteo Sobrero           | Astana-Premier Tech         | 37 pts                   |                          |
| 7.                       | James Shaw               | Ribble Weldtite Pro Cycling | 32 pts                   |                          |
| 8.                       | Alexander Edmondson      | BikeExchange                | 30 pts                   |                          |
| 9.                       | Matteo Trentin           | UAE Team Emirates           | 30 pts                   |                          |
| 10.                      | Giovanni Carboni         | Bardiani CSF Faizanè        | 25 pts                   |                          |

### Classificação dos jovens
| Classificação dos jovens | Classificação dos jovens | Classificação dos jovens  | Classificação dos jovens | Classificação dos jovens |
| Ciclista                 | Ciclista                 | Equipe                    | Tempo                    |                          |
| ------------------------ | ------------------------ | ------------------------- | ------------------------ | ------------------------ |
| 1.                       | Kristjan Hočevar         | Adria Mobil               | 19h30m35s                |                          |
| 2.                       | Javier Romo              | Astana-Premier Tech       | + 2m34s                  |                          |
| 3.                       | Raúl García Pierna       | Equipo Kern Pharma        | + 8m13s                  |                          |
| 4.                       | Danny van der Tuuk       | Equipo Kern Pharma        | + 8m01s                  |                          |
| 5.                       | Gal Glivar               | Adria Mobil               | + 11m19s                 |                          |
| 6.                       | Anže Skok                | Ljubljana Gusto Santic    | + 16m34s                 |                          |
| 7.                       | William Blume Levy       | ColoQuick                 | + 17m26s                 |                          |
| 8.                       | Tom Paquot               | Bingoal Pauwels Sauces WB | + 21m40s                 |                          |
| 9.                       | Thomas Mein              | Canyon dhb SunGod         | + 21m44s                 |                          |
| 10.                      | Jonas Iversby Hvideberg  | Uno-X Pro Cycling Team    | + 28m07s                 |                          |

### Classificação por equipas
| Classificação por equipes | Classificação por equipes   | Classificação por equipes | Classificação por equipes |
| Equipe                    | Equipe                      | Tempo                     |                           |
| ------------------------- | --------------------------- | ------------------------- | ------------------------- |
| 1.                        | UAE Team Emirates           | 10h14m36s                 |                           |
| 2.                        | Gazprom-RusVelo             | + 15m26s                  |                           |
| 3.                        | Astana-Premier Tech         | + 15m34s                  |                           |
| 4.                        | Team BikeExchange           | + 17m06s                  |                           |
| 5.                        | Bardiani CSF Faizanè        | + 18m03s                  |                           |
| 6.                        | Androni Giocattoli-Sidermec | + 19m21s                  |                           |
| 7.                        | Equipo Kern Pharma          | + 27m27s                  |                           |
| 8.                        | Eslovénia                   | + 33m45s                  |                           |
| 9.                        | Caja Rural-Seguros RGA      | + 34m48s                  |                           |
| 10.                       | Bahrain Victorious          | + 34m54s                  |                           |

## Evolução das classificações
| Etapa                 | Vencedor              | Classificação geral | Classificação da montanha | Classificação por pontos | Classificação dos jovens | Classificação por equipas |
| --------------------- | --------------------- | ------------------- | ------------------------- | ------------------------ | ------------------------ | ------------------------- |
| 1.ª                   | Phil Bauhaus          | Phil Bauhaus        | Mathijs Paasschens        | Phil Bauhaus             | Jonas Hvideberg          | Bahrain Victorious        |
| 2.ª                   | Tadej Pogačar         | Tadej Pogačar       | Tadej Pogačar             | Phil Bauhaus             | Kristjan Hočevar         | UAE Emirates              |
| 3.ª                   | Jon Aberasturi        | Tadej Pogačar       | Kenny Molly               | Matej Mohorič            | Kristjan Hočevar         | UAE Emirates              |
| 4.ª                   | Diego Ulissi          | Tadej Pogačar       | Tadej Pogačar             | Matej Mohorič            | Kristjan Hočevar         | UAE Emirates              |
| 5.ª                   | Phil Bauhaus          | Tadej Pogačar       | Tadej Pogačar             | Matej Mohorič            | Kristjan Hočevar         | UAE Emirates              |
| Classificações finais | Classificações finais | Tadej Pogačar       | Tadej Pogačar             | Matej Mohorič            | Kristjan Hočevar         | UAE Emirates              |

## UCI World Ranking
O Volta à Eslovénia outorgou pontos para o UCI World Ranking para corredores das equipas nas categorias UCI WorldTeam, UCI ProTeam e Continental. As seguintes tabelas são o barómetro de pontuação e os 10 corredores que obtiveram mais pontos:
| Posição             | 1.º | 2.º | 3.º | 4.º | 5.º | 6.º | 7.º | 8.º | 9.º | 10.º | 11.º | 12.º | 13.º | 14.º | 15.º | 16.º-30.º | 31.º-40.º |
| Classificação geral | 200 | 150 | 125 | 100 | 85  | 70  | 60  | 50  | 40  | 35   | 30   | 25   | 20   | 15   | 10   | 5         | 3         |
| Por etapa           | 20  | 10  | 5   |     |     |     |     |     |     |      |      |      |      |      |      |           |           |
| Líder               | 5   |     |     |     |     |     |     |     |     |      |      |      |      |      |      |           |           |

| Classificação |                  |                      |       |       |       |       |
| Posição       | Ciclista         | Equipa               | Geral | Etapa | Líder | Total |
| ------------- | ---------------- | -------------------- | ----- | ----- | ----- | ----- |
| 1.º           | Tadej Pogačar    | UAE Emirates         | 200   | 30    | 15    | 245   |
| 2.º           | Diego Ulissi     | UAE Emirates         | 150   | 25    | -     | 175   |
| 3.º           | Matteo Sobrero   | Astana-Premier Tech  | 125   | 5     | -     | 130   |
| 4.º           | Rafał Majka      | UAE Emirates         | 100   | -     | -     | 100   |
| 5.º           | James Shaw       | Ribble Weldtite      | 85    | -     | -     | 85    |
| 6.º           | Matej Mohorič    | Bahrain Victorious   | 60    | 20    | -     | 80    |
| 7.º           | Tanel Kangert    | BikeExchange         | 70    | -     | -     | 70    |
| 8.º           | Giovanni Carboni | Bardiani-CSF-Faizanè | 50    | -     | -     | 50    |
| 9.º           | Phil Bauhaus     | Bahrain Victorious   | -     | 40    | 5     | 45    |
| 10.º          | Jan Polanc       | UAE Emirates         | 40    | -     | -     | 40    |